# 宝山农场
宝山农场是一个位于中华人民共和国黑龙江省佳木斯市桦川县的农场，亦是黑龙江省农垦红兴隆管理局所属的一个农场。
宝山农场前身为沈阳军区黑龙江生产建设兵团直属值班第二十六团，1976年2月，更名为宝山农场，划归红兴隆管理局。位于三江平原，总面积14.24万亩，总人口3181人。

## 行政区划
宝山农场下辖以下单位：
宝山场直社区、宝山农场第一管理区和宝山农场第二管理区。